# Alwalkeria
Alwalkeria (Alwalkeria maleriensis) – dinozaur, jeden z najstarszych teropodów.
Żył w okresie późnego triasu (ok. 228–203 mln lat temu) na terenach subkontynentu indyjskiego wraz ze ssakokształtnymi gadami, którymi zapewne się żywił. Długość ciała ok. 1 m, masa ok. 3 kg. Jego szczątki znaleziono w Indiach (w stanie Andhra Pradesh).
Jest to mały, mięsożerny teropod, żyjący w triasie około 220 milionów lat temu. Słabo znany dzisiejszym paleontologom, sklasyfikowany jedynie na podstawie kilku kości, mógł być jednym z pierwszych dinozaurów żyjących w Azji, gdzie go odkryto. Zamieszkiwał naszą planetę miliony lat przed tym, gdy na Ziemi zapanowała era dinozaurów i ich rozkwit.

| ← mln lat temuAlwalkeria |          |            |          |          |           |         |          |         |          |           |      |    |
| Prekambr←4,6 mld         | Kambr541 | Ordowik485 | Sylur443 | Dewon419 | Karbon359 | Perm299 | Trias252 | Jura201 | Kreda145 | Paleog.66 | Ng23 | Q2 |